# Almegíjar
Almegíjar er en by og kommune i det sydøstlige Spanien i provinsen Granada. Den har et indbyggertal på 325 (2024) indbyggere.